# Szyszyńskie Holendry
Szyszyńskie Holendry – wieś w Polsce położona w województwie wielkopolskim, w powiecie konińskim, w gminie Ślesin.

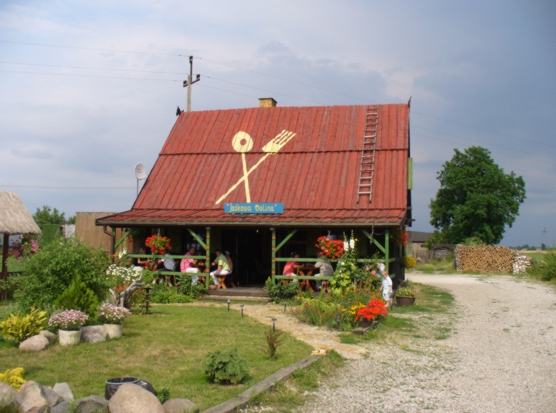
Agroturystyczny zajazd
w Szyszyńskich Holendrach

W latach 1975–1998 miejscowość administracyjnie należała do województwa konińskiego.